# Otto Hormel
Otto Hormel (* 13. September 1886 in Kassel; † 22. April 1971 in Reinbek) war ein deutscher Marineoffizier, zuletzt im Dienstgrad eines Admirals der Kriegsmarine.

## Karriere

### Kaiserliche Marine und Erster Weltkrieg
Hormel wurde als Sohn des Professors Hermann Hormel und dessen Ehefrau Mathilde, geborene Gent, in Kassel geboren. Er entstammte einer althessischen Schöffenfamilie. Hier besuchte er das Lyzeum Fridericianum. Am 3. April 1907 trat er als Seekadett in die Kaiserliche Marine ein. Nach der Grundausbildung und der Basisausbildung auf dem Schulschiff Stein kam Hormel zur weiteren Ausbildung am 1. April 1908 an die Marineschule in Kiel. Am 21. August 1908 wurde er zum Fähnrich zur See ernannt. Vom 1. Oktober 1909 bis zum 30. September 1912 diente er auf dem Linienschiff Braunschweig, in der Zwischenzeit war er am 28. September 1910 zum Leutnant zur See befördert worden. Danach war er bis zum 31. März 1913 zum Reichsmarineamt kommandiert und diente anschließend als Wachoffizier auf dem Kanonenboot Hyäne. Am 27. September 1913 wurde er zum Oberleutnant zur See befördert und wechselte als Kompanieoffizier zur 1. Matrosendivision.
Es folgte ein Kommando als Wachoffizier auf dem Vermessungsschiff Planet auf der Australischen Station in der Südsee ab dem 30. Mai 1914 und im Anschluss eine Verwendung als Kommandant von Peilboot III vom 15. Juni bis zum 9. August 1914. Bei Ausbruch des Ersten Weltkriegs hielt sich Hormel in Tsingtau auf. Von dort aus gelang ihm noch im August 1914 die Ausreise in die USA. In Washington erhielt er Kontakt zum amtierenden Marineattaché Karl Boy-Ed, der ihn als Hilfskraft des Attachés einsetzte. Die Aufgaben in Washington erfüllte er bis Januar 1915 und reiste anschließend mit einem falsche Pass über Norwegen nach Deutschland zurück. Hier übernahm er am 19. Juni 1915 das Küstentorpedoboot SMS A 16. Im Juni 1917 wechselte er als Kommandant auf das Torpedoboot S 63. Gleichzeitig kommandierte er die III. Torpedobootflottille. In dieser Funktion wurde er am 17. März 1918 zum Kapitänleutnant befördert und erlebte das Kriegsende.

### Reichsmarine
Nach dem Ende des Ersten Weltkriegs durchlief Hormel eine Vielzahl von Verwendungen, die jeweils nur wenige Monate dauerten. Im März 1919 wurde er zunächst zur Verfügung der Torpedo-Inspektion und dann in die Zweigdienststelle der Schiffs-Inspektionskommission in Kiel kommandiert. Ab Juni 1919 war Hormel dann Stabsoffizier beim Kommando der Minensucheinheiten der Ostsee und diente anschließend ab dem 10. März 1920 als Kompanieoffizier zur Küstenverteidigungsbataillons III. Anschließend wurde Hormel kurzzeitig beurlaubt und kehrte am 30. Mai 1920 als Kompanieoffizier zum Küstenverteidigungbataillon IV zurück. Vom 1. Oktober 1922 bis zum 30. April 1923 war Hormel dann Personaloffizier der Marinestation der Ostsee, während dieser Zeit nahm er auch an einem Lehrgang für Vermessungsoffiziere auf dem zur Ausbildung für das neue Vermessungsschiff Meteor verwendete ehemalige Kanonenboot Panther teil. Es folgte eine Verwendung bei der Kadetten-Division der Marinestation Ostsee und ab dem 25. Juni 1923 eine Verwendung als Dozent an der Marineschule Mürwik. Vom 26. September 1923 bis zum 1. Juni 1925 diente Hormel dann als Vermessungsoffizier erneut auf Panther und anschließend ab dem 7. April 1926 als Navigationsoffizier auf dem Linienschiff Hannover. In diese Zeit fiel am 1. Oktober 1926 Hormels Beförderung zum Korvettenkapitän. Es folgte eine Verwendung als Berater der Flottenabteilung im Marinekommandoamt der Marineleitung vom 31. Januar 1927 bis zum 1. Oktober 1930 und danach eine Verwendung als Erster Offizier auf dem Linienschiff Schleswig-Holstein. Am 1. Oktober 1932 wurde er zum Fregattenkapitän befördert. Am 6. Oktober 1932 wurde Hormel dann kurzzeitig zur Verfügung des Kommandeurs der Marinestation Ostsee gestellt und anschließend vom 21. November 1932 bis zum 1. Oktober 1933 als Leiter der Reichsmarinedienststelle Hamburg eingesetzt. Am 25. September 1933 übernahm Hormel dann als Kommandant den Leichten Kreuzer Leipzig, den er bis zum 29. September 1935 hauptsächlich auf Ausbildungsfahrten führte.

### Kriegsmarine
Ab dem 30. September 1935 wurde Hormel als Leiter der Zentralabteilung der Kriegsmarinewerft Wilhelmshaven eingesetzt, ab dem 30. November 1937 war er dann Kommandant des Marinearsenals Kiel. Am 1. April 1938 folgte die Beförderung zum Konteradmiral. Vom 1. April 1939 bis zum 5. Mai 1943 war Hormel dann Leitender Direktor der Kriegsmarinewerft Kiel. Während dieser Zeit besuchten am 13. Dezember 1939 Offiziere aus der Sowjetunion die Werft, um im Rahmen der deutsch-sowjetischen Zusammenarbeit in Rüstungthemen Kriegsschiffe zu besichtigen. Hormel wurde am 1. Januar 1940 zum Vizeadmiral und am 1. April 1942 zum Admiral befördert. Ab dem 6. Mai 1943 stand er zur Verfügung des Oberkommandos der Marine (OKM) und wurde am 31. August 1943 kurzzeitig pensioniert. Ab dem 12. Juni 1944 wurde Hormel reaktiviert und stand wiederum zur Verfügung des OKM. Er wurde allerdings nicht mehr aktiv eingesetzt und am 3. März 1945 aus dem Dienst entlassen. Nach dem Krieg wohnte Hormel in Hamburg und Gifhorn. Er starb 1971 in Reinbek.

## Familie
Am 27. April 1921 heiratete Otto Hormel die 1894 in Hamburg geborene Victoria Brinckmann.

## Auszeichnungen
Während des Ersten Weltkriegs:
- Eisernes Kreuz II. Klasse
- Eisernes Kreuz I. Klasse
- Friedrich-August-Kreuz, 2. Klasse mit der Spange „vor dem Feinde“
- Friedrich-August-Kreuz, 1. Klasse
- Kolonialabzeichen (Elefantenorden)

Während der Dienstzeit in der Kriegsmarine:
- Kriegsverdienstkreuz II. Klasse mit Schwertern
- Kriegsverdienstkreuz I. Klasse mit Schwertern
- Ehrenkreuz des Weltkrieges 1914–1918 für Frontkämpfer
- Dienstauszeichnung der Wehrmacht (I bis IV)